# Pond Creek
Pond Creek é uma cidade localizada no estado norte-americano de Oklahoma, no Condado de Grant.

## Demografia
Segundo o censo norte-americano de 2000, a sua população era de 896 habitantes.
Em 2006, foi estimada uma população de 799, um decréscimo de 97 (-10.8%).

## Geografia
De acordo com o United States Census Bureau tem uma área de
2,2 km², dos quais 2,2 km² cobertos por terra e 0,0 km² cobertos por água. Pond Creek localiza-se a aproximadamente 320 m acima do nível do mar.

## Localidades na vizinhança
O diagrama seguinte representa as localidades num raio de 24 km ao redor de Pond Creek.